# 2014 no futebol
Lista com os campeões de futebol dos principais campeonatos do mundo em 2014:

## América do Sul

### Nacionais
| País      | Campeão                                |
| --------- | -------------------------------------- |
| Argentina | F - River Plate                        |
| Argentina | T - Racing Club                        |
| Bolívia   | C - Universitario de Sucre A - Bolívar |
| Brasil    | Cruzeiro                               |
| Chile     | C - Colo-Colo                          |
| Chile     | A - Universidad de Chile               |
| Colômbia  | A - Atlético Nacional                  |
| Colômbia  | F - Santa Fe                           |
| Equador   | A - Emelec                             |
| Equador   | C - Barcelona de Guayaquil             |
| Paraguai  | A - Libertad                           |
| Paraguai  | C - Libertad                           |
| Peru      | Sporting Cristal                       |
| Uruguai   | Danubio                                |
| Venezuela | Zamora                                 |

### Continentais
| Campeonato                   | Campeão          |
| ---------------------------- | ---------------- |
| Copa Libertadores da América | San Lorenzo      |
| Copa Sul-Americana           | River Plate      |
| Recopa Sul-Americana         | Atlético Mineiro |
| Copa Suruga Bank             | Kashiwa Reysol   |

## Europa

### Nacionais
| País                 | Campeão                        |
| -------------------- | ------------------------------ |
| Albânia              | Skënderbeu Korçë               |
| Alemanha             | Bayern Munique                 |
| Andorra              | FC Santa Coloma                |
| Armênia              | FC Banants                     |
| Áustria              | FC Salzburgo                   |
| Azerbaijão           | FK Qarabağ                     |
| Bélgica              | Anderlecht                     |
| Bielorrússia         | BATE Borisov                   |
| Bósnia e Herzegovina | HŠK Zrinjski Mostar            |
| Bulgária             | Ludogorets Razgrad             |
| Cazaquistão          | FC Astana                      |
| Chipre               | APOEL                          |
| Croácia              | Dínamo Zagreb                  |
| Dinamarca            | AaB Aalborg                    |
| Escócia              | Celtic Glasgow                 |
| Eslováquia           | Slovan Bratislava              |
| Eslovênia            | Maribor                        |
| Espanha              | Atlético Madrid                |
| Estônia              | Levadia Tallinn                |
| Finlândia            | HJK Helsinki                   |
| França               | Paris Saint-Germain            |
| Geórgia              | Dinamo Tbilisi                 |
| Gibraltar            | Lincoln Red Imps Football Club |
| Grécia               | Olympiakos                     |
| Holanda              | Ajax                           |
| Hungria              | Debrecen                       |
| Ilhas Faroe          | B36 Tórshavn                   |
| Inglaterra           | Manchester City                |
| Irlanda              | Dundalk Football Club          |
| Irlanda do Norte     | Cliftonville FC                |
| Islândia             | Stjarnan                       |
| Israel               | Maccabi Tel Aviv FC            |
| Itália               | Juventus                       |
| Kosovo               | Llamkos Kosova                 |
| Letônia              | FK Ventspils                   |
| Liechtenstein        | FC Vaduz                       |
| Lituânia             | Žalgiris Vilnius               |
| Luxemburgo           | F91 Dudelange                  |
| Macedônia            | FK Rabotnički                  |
| Malta                | Valletta FC                    |
| Modávia              | Sheriff Tiraspol               |
| Montenegro           | FK Sutjeska Nikšić             |
| Noruega              | Molde FK                       |
| País de Gales        | The New Saints FC              |
| Polônia              | Legia Varsóvia                 |
| Portugal             | SL Benfica                     |
| República Checa      | Sparta Praga                   |
| Romênia              | Steaua Bucureşti               |
| Rússia               | CSKA Moscow                    |
| San Marino           | La Fiorita                     |
| Sérvia               | Estrela Vermelha               |
| Suécia               | Malmö FF                       |
| Suíça                | Basileia                       |
| Turquia              | Fenerbahçe                     |
| Ucrânia              | Shaktar Donetsk                |

### Continentais
| Campeonato                | Campeão     |
| ------------------------- | ----------- |
| Liga dos Campeões da UEFA | Real Madrid |
| Liga Europa da UEFA       | Sevilla     |
| Supercopa Europeia        | Real Madrid |

## América do Norte

### Nacionais
| País                     | Campeão                    |
| ------------------------ | -------------------------- |
| Anguilha                 |                            |
| Antígua e Barbuda        |                            |
| Antílhas Holandesas      |                            |
| Aruba                    |                            |
| Bahamas                  | Belmopan Bandits           |
| Barbados                 |                            |
| Belize                   | Belmopan Bandits           |
| Bermudas                 |                            |
| Costa Rica               |                            |
| Cuba                     |                            |
| Dominica                 |                            |
| El Salvador              | A -                        |
| El Salvador              | C -                        |
| Estados Unidos e Canadá  | Los Angeles Galaxy         |
| Granada                  |                            |
| Groelândia               |                            |
| Guadalupe                |                            |
| Guatemala                | A -                        |
| Guatemala                | C -                        |
| Guiana                   |                            |
| Guiana Francesa          |                            |
| Haiti                    |                            |
| Honduras                 | A - Club Deportivo Motagua |
| Honduras                 | C - Olimpia Tegucigalpa    |
| Ilhas Cayman             |                            |
| Ilhas Virgens            |                            |
| Ilhas Virgens Britânicas |                            |
| Jamaica                  |                            |
| Martinica                |                            |
| México                   | A - Club León              |
| México                   | C - Club León              |
| Nicarágua                |                            |
| Panamá                   | A -                        |
| Panamá                   | C -                        |
| Porto Rico               | Criollos de Caguas FC      |
| República Dominicana     | Moca Futbol Club           |
| Santa Lúcia              |                            |
| São Cristóvão e Nevis    | São Cristóvão -            |
| São Cristóvão e Nevis    | Nevis -                    |
| São Martín               |                            |
| São Vicente e Granadinas |                            |
| Suriname                 | Inter Moengotapoe          |
| Trinidad e Tobago        |                            |
| Turcos e Caicos          |                            |

### Continentais
| Campeonato                    | Campeão   |
| ----------------------------- | --------- |
| Liga dos Campeões da CONCACAF | Cruz Azul |
| Campeonato de Clubes da CFU   |           |

## África

### Nacionais
| País                           | Campeão           |
| ------------------------------ | ----------------- |
| África do Sul                  | Mamelodi Sundowns |
| Angola                         |                   |
| Argélia                        |                   |
| Benin                          |                   |
| Botsuana                       |                   |
| Burkina Fasso                  |                   |
| Burundi                        |                   |
| Cabo Verde                     |                   |
| Camarões                       |                   |
| Chade                          |                   |
| Comores                        |                   |
| Congo                          |                   |
| Costa do Marfim                |                   |
| Djibouti                       |                   |
| Egíto                          |                   |
| Eritréa                        |                   |
| Etiópia                        |                   |
| Gabão                          |                   |
| Gâmbia                         |                   |
| Gana                           |                   |
| Guiné                          |                   |
| Guiné-Bissau                   |                   |
| Guiné Equatorial               |                   |
| Ilha de Santa Helena           |                   |
| Ilhas Maurício                 |                   |
| Lesoto                         |                   |
| Líbia                          |                   |
| Libéria                        |                   |
| Madagascar                     |                   |
| Malauí                         |                   |
| Mali                           |                   |
| Marrocos                       |                   |
| Mauritânia                     |                   |
| Mayotte                        |                   |
| Moçambique                     |                   |
| Namíbia                        |                   |
| Niger                          |                   |
| Nigéria                        |                   |
| Quênia                         |                   |
| República Democrática do Congo |                   |
| Reunião                        |                   |
| Ruanda                         |                   |
| São Tomé e Príncipe            |                   |
| Senegal                        |                   |
| Serra Leoa                     |                   |
| Seychelles                     |                   |
| Suazilândia                    |                   |
| Sudão                          |                   |
| Tanzânia                       |                   |
| Togo                           |                   |
| Tunísia                        |                   |
| Uganda                         |                   |
| Zâmbia                         |                   |
| Zanzibar                       |                   |
| Zimbabuê                       |                   |

### Continentais
| Campeonato                    | Campeão  |
| ----------------------------- | -------- |
| Liga dos Campeões da CAF      | ES Sétif |
| Copa das Confederações da CAF | Al-Ahly  |
| Supercopa Africana            | Al-Ahly  |

## Ásia

### Nacionais
| País                   | Campeão                     |
| ---------------------- | --------------------------- |
| Arábia Saudita         | Al-Nassr                    |
| Austrália              | Brisbane Roar Football Club |
| Bahrain                | Al-Riffa                    |
| Bangladesh             |                             |
| Birmânia               |                             |
| Brunei                 |                             |
| Butão                  |                             |
| Camboja                | Phnom Penh Crown            |
| Singapura              |                             |
| R. P. da China         | Guangzhou Evergrande        |
| Coreia do Sul          | Jeonbuk Hyundai Motors      |
| Emirados Árabes Unidos | Al-Ahli                     |
| Filipínas              | Global FC                   |
| Guam                   | Rovers FC                   |
| Hong Kong              | Kitchee SC                  |
| Iémen                  | Al-Saqr                     |
| Índia                  | Bengaluru FC                |
| Indonésia              | Persib Bandung              |
| Irã                    | Foolad F.C                  |
| Iraque                 | Al Shorta SC                |
| Japão                  | Gamba Osaka                 |
| Jordânia               | Al-Wehdat                   |
| Kuwait                 | Al Qadsia SC                |
| Laos                   |                             |
| Líbano                 | Al-Nejmeh                   |
| Macau                  | Benfica de Macau            |
| Malásia                | Johor Darul Takzim          |
| Maldivas               |                             |
| Mongólia               |                             |
| Nepal                  | Manang Marshyandgi Clube    |
| Omã                    | Al-Nahda                    |
| Paquistão              | KRL FC                      |
| Qatar                  | Lekhwiya Sports Club        |
| Quirguistão            |                             |
| Síria                  |                             |
| Sri Lanka              |                             |
| Tailândia              |                             |
| Taiwan                 |                             |
| Tajiquistão            |                             |
| Turcomenistão          |                             |
| Uzbequistão            |                             |
| Vietnã                 | Becamex Bình Dương          |

### Continentais
| Campeonato                  | Campeão                  |
| --------------------------- | ------------------------ |
| Liga dos Campeões da AFC    | Western Sydney Wanderers |
| Copa da AFC                 | Al-Qadsia                |
| Copa dos Presidentes da AFC | HTTU Asgabat             |
| Liga dos Campeões Árabes    |                          |
| Copa do Golfo               | Al-Nassr                 |
| Copa Suruga Bank            | Kashiwa Reysol           |

## Oceania

### Nacionais
| País                    | Campeão                        |
| ----------------------- | ------------------------------ |
| Fiji                    |                                |
| Havaí                   |                                |
| Ilhas Cook              |                                |
| Ilhas Marianas do Norte |                                |
| Ilhas Salomão           | Solomon Warriors Football Club |
| Nova Caledônia          |                                |
| Nova Zelândia           | Auckland City                  |
| Papua Nova Guiné        | Hekari United                  |
| Samoa                   |                                |
| Samoa Americana         |                                |
| Taiti                   | Association Sportive Pirae     |
| Tuvalu                  |                                |
| Vanuatu                 |                                |
| Wallis e Futuna         |                                |

### Continentais
| Campeonato               | Campeão       |
| ------------------------ | ------------- |
| Liga dos Campeões da OFC | Auckland City |

## Mundial Interclubes
| Campeão Mundial de Clubes de 2014 |
| --------------------------------- |
| Real Madrid                       |